# Harry Tincknell

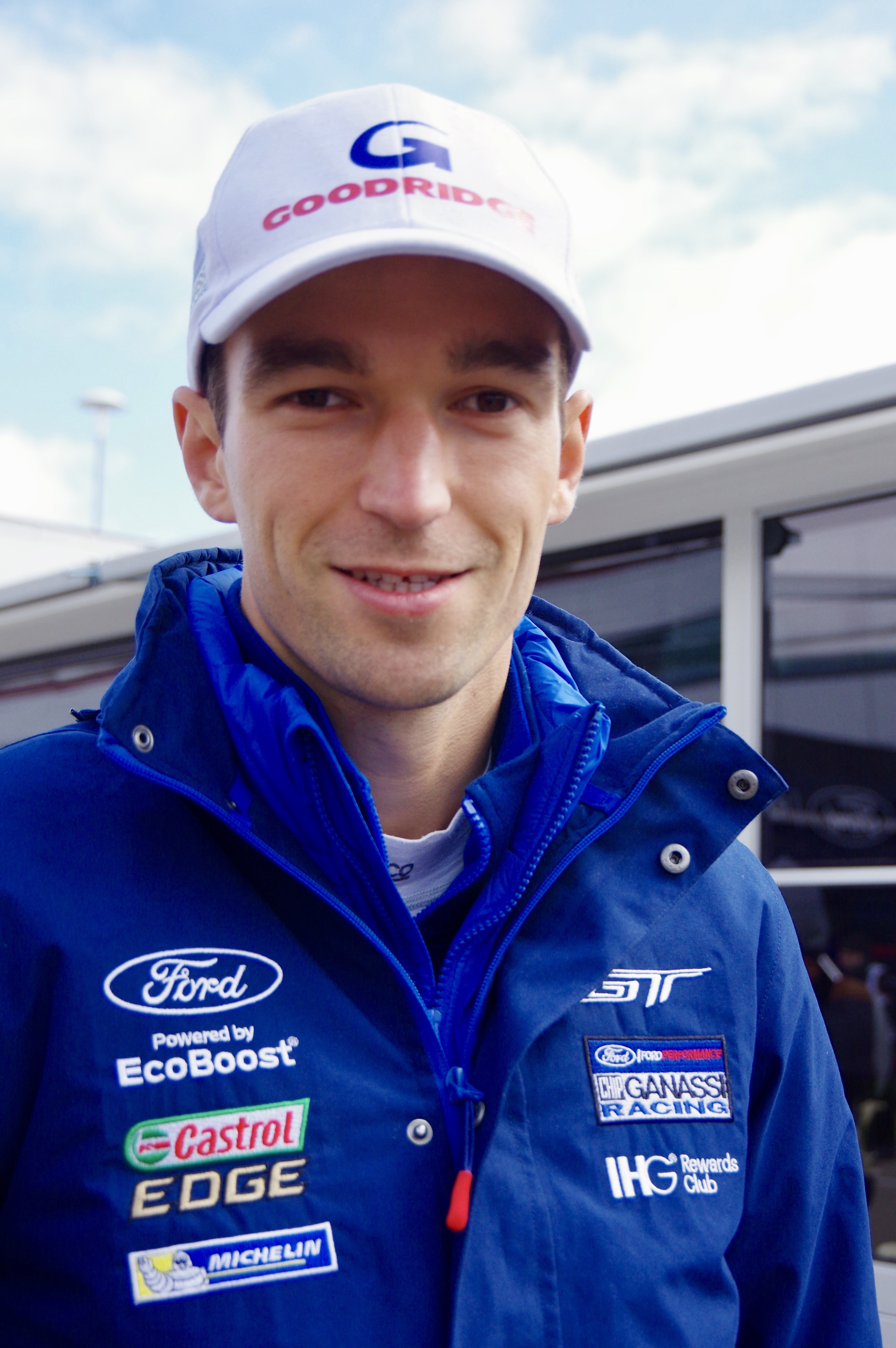
Harry Tincknell in 2017

Harry Tincknell (Exeter, 29 oktober 1991) is een Brits autocoureur.

## Carrière

### Karting
Tincknell maakte zijn debuut in het karting in 2001, waarbij hij zich omhoogwerkte tot de Rotax Max Challenge in 2008.

### Formule Renault
Tincknell stapte in 2008 over naar het formuleracing in de Britse Formule Renault Winter Series voor het team CR Scuderia, waarin hij als zevende eindigde.
In 2009 bleef Tincknell rijden voor het team, dat haar naam inmiddels had veranderd in CRS Racing, in het volledige seizoen van de Britse Formule Renault. Hij startte het seizoen goed met een pole position in de eerste race van het seizoen op Brands Hatch, waarna hij als tweede eindigde in de race. Met podiumplaatsen op Thruxton, Oulton Park en Rockingham eindigde hij als vijfde in het kampioenschap. Hierdoor behaalde hij ook de Graduate Cup, het kampioenschap voor eerstejaars rijders. Aan het eind van het jaar nam hij opnieuw deel aan de Winter Series, die hij won met overwinningen in twee races won en podiumplaatsen in de andere twee races.
Tincknell blijft in 2010 in de Britse Formule Renault rijden voor CRS Racing. Hij werd ook bevestigd als een van de tien coureurs van de Engelse motorsportregering, de Motor Sports Association, om deel te nemen aan hun ontwikkelingsprogramma. Met overwinningen op Rockingham en Snetterton eindigde hij uiteindelijk als vijfde in de Britse Formule Renault.

### Formule 3
In 2011 stapte Tincknell over naar de Formule 3 in het Britse Formule 3-kampioenschap voor het team Fortec Motorsport. Met een overwinning op Brands Hatch eindigde hij als elfde in het kampioenschap.
In 2012 bleef Tincknell rijden in de Britse Formule 3, maar stapte over naar het team Carlin. Hij behaalde overwinningen op Rockingham, de Norisring, Snetterton en Donington Park, waarmee hij als vijfde in het kampioenschap eindigde. Dat jaar mocht hij ook meedoen aan de Grand Prix van Macau voor Fortec, waarin hij zich als zevende kwalificeerde, als zesde eindigde in de kwalificatierace en als negende eindigde in de hoofdrace.
In 2013 maakte Tincknell de overstap naar het nieuwe Europees Formule 3-kampioenschap voor Carlin.